# Stary Przybysław
Stary Przybysław [ˈstarɨ pʂɨˈbɨswaf] (tiếng Đức: Pribslaff) là một ngôi làng thuộc khu hành chính của Gmina widwin, thuộc quận Świdwin, West Pomeranian Voivodeship, ở phía tây bắc Ba Lan. Nó nằm khoảng 2 kilômét (1 mi)  về phía tây nam của Świdwin và 87 km (54 mi) về phía đông bắc của thủ đô khu vực Szczecin.